# Erodium battandierianum
Erodium battandierianum là một loài thực vật có hoa trong họ Mỏ hạc. Loài này được Rouy mô tả khoa học đầu tiên năm 1897.